# Księga rodzaju narodu ukraińskiego (Prawo Boże)

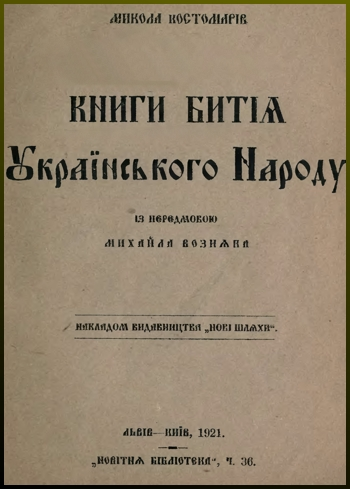
Okładka wydania z 1921 roku

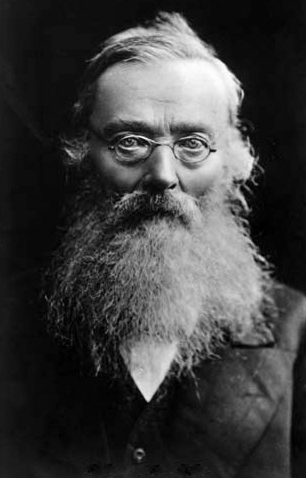
Mykoła Kostomarow - domniemany autor tekstu

Księga rodzaju narodu ukraińskiego (ukr. Книга буття українського народу, Knyha buttia ukrajinśkoho narodu) – klasyczny tekst ukraińskiego romantyzmu napisany w 1846, najprawdopodobniej autorstwa Mykoły Kostomarowa. Tekst był manifestem rodzącego się ukraińskiego ruchu narodotwórczego. Przesłaniem tekstu jest misja Ukrainy w tworzeniu zrzeszenia państw słowiańskich na podstawach równości i braterstwa. Był on wyrazem słowianofilstwa, obecnego również w myśli rosyjskiej, zarazem carat traktowany był jako przeszkoda na drodze do wolności, traktowanej jako najwyższa wartość.  

## Autorstwo utworu i czas jego powstania
Napisany w 1846 najprawdopodobniej autorstwa Mykoły Kostomarowa członka tajnego Bractwa Cyryla i Metodego w Kijowie, adiunkta Uniwersytetu Kijowskiego. Odnaleziony przez policję carską w roku 1847 w trakcie rewizji i aresztowań w kręgu Bractwa Cyryla i Metodego.
Tekst jest inspirowany utworem Adama Mickiewicza „Księgi narodu polskiego i pielgrzymstwa polskiego” (1832) a także Słowami wieszczymi Hugues-Félicité-Robert de Lamennais. Ten ostatni utwór inspirowany był też utworem Adama Mickiewicza. Oryginalny tekst napisano po rosyjsku, ale w obiegu publiczny krążył on po ukraińsku.

## Znaczenie utworu
Miał wpływ m.in. na takich twórców jak Taras Szewczenko. Jest świadectwem oddziaływania romantyzmu polskiego w szczególności Adama Mickiewicza na ukraiński ruch narodotwórczy. W tekście widoczny jest także wpływ romantyzmu niemieckiego w szczególności myśli Johanna Herdera i Friedricha Schlegla oraz utopistów francuskich takich jak Saint-Simon.

## Wydania i tłumaczenia
Księga rodzaju narodu ukraińskiego funkcjonuje dotychczas w języku ukraińskim oraz w tłumaczeniu angielskim Istnieje polskie niepublikowane dotychczas w krytycznym wydaniu tłumaczenie na użytek wykładów w Studium Europy Wschodniej Uniwersytetu Warszawskiego. Sam tytuł utworu Władysław Serczyk tłumaczy na Ksiegi bytu narodu ukraińskiego. Tekst angielski używa jednak słowa Genesis, które odpowiada też językowi polskiemu epoki romantyzmu, biorąc pod uwagę np. tytuł utworu Juliusza Słowackiego Genezis z Ducha. Możliwe jest też tłumaczenie Księga rodzaju narodu ukraińskiego.